# X420
X420 är en tysktillverkad motorvagnstyp som bland annat användes i Stockholms pendeltågstrafik mellan 2003 och 2005.
För att delvis råda bot på fordonsbristen slöts en överenskommelse mellan SL (Storstockholms Lokaltrafik) och DB (tyska statsjärnvägarna) om att få disponera femton tågsätt typ ET 420. Tågen skulle tillhöra DB och hyras ut via ett nystartat företag, DB Regio Sverige, till Citypendeln som körde pendeltågen åt SL.
Ett tågsätt anlände till Sverige hösten 2001 för att testas och i januari 2003 togs de första tågen i trafik efter ombyggnader och ommålning i SL:s färger (mörkblått och vitt). I Sverige fick tågen litterabeteckningen X420.
Tågen byggdes om av Motala verkstad och fick bland annat förstärkta frontrutor av samma typ som X10-motorvagnarna har. Tågsätten fick även svensk ATC installerad. Tågsätten fick i Sverige en hastighet på 120 km/h.
Följande X420 fanns i Stockholm: X420 020, 021, 026, 027, 044, 047, 054, 058, 060, 062, 065, 067, 110, 117 och 119. Premiärturen skedde den 20 januari 2003 med bland annat X420 047 och sista turen med X420 rullade den 14 december 2005 från Kungsängen till Tumba och sedan till Stockholm Central och bestod bland annat av X420 044 och 058.
| Modell | Operatörs land | Antal sittplatser | Tåglängd   | Tomvikt | Tågtyp        | Antal enh.(1) | Max. kont. eff. | Max startdragkraft | Kontaktledn sp | Drivmotor | Korgbredd | Sth      | Införd |
| ------ | -------------- | ----------------- | ---------- | ------- | ------------- | ------------- | --------------- | ------------------ | -------------- | --------- | --------- | -------- | ------ |
| ET 420 | Tyskland       | xxx pl (1&2 kl)   | 202 200 mm | 417 t   | motorvagnståg | 9 st          | 7,2 MW          | 540 kN             | 15 kV          | xxx       | 308 cm    | 120 km/h | 2003   |
| X60    | Sverige        | 748 pl            | 214 200 mm | 412 t   | motorvagnståg | 12 st         | (6,0) MW        | xxx kN             | 15 kV          | asynkron  | 326 cm    | 160 km/h | 2005   |
| X10    | Sverige        | 736 pl            | 198 200 mm | 400 t   | motorvagnståg | 8 st          | 5,12 MW         | xxx kN             | 15 kV          | likström  | 308 cm    | 140 km/h | 1983   |

## ET 420
ET420-motorvagnstågen används i lokaltrafik i Tyskland och totalt 480 exemplar tillverkades under perioden 1970–1997 i åtta olika serier. Tågsätten som hyrdes ut till Sverige var från den första serien. Tågsätten är multipelkörbara och normalt körs tre tågsätt tillsammans. Dörrarna öppnas vid avstigning av resenärerna själva, något som var nytt för pendeltågen i Stockholm.
I Tyskland hade tågen från början både första och andra klass. Skillnaden mellan klasserna var liten, men i första klass fanns det bland annat trälaminat på väggarna. Denna fanns fortfarande kvar i de tåg som användes i Sverige. Väggen mellan klasserna hade dock tagits bort.
X420-motorvagnarna togs ur trafik under hösten 2005 och skrotades kort därefter. De ersattes av de nya, tysktillverkade motorvagnstågen X60.

## Data ET420 (= tysk version)
- Antal vagnar totalt: 390 st
- Sammankoppling: max 3 st tågsätt
- Längd per tågsätt: 67 400 mm (⇒ 202 200 mm vid tre-enheters)

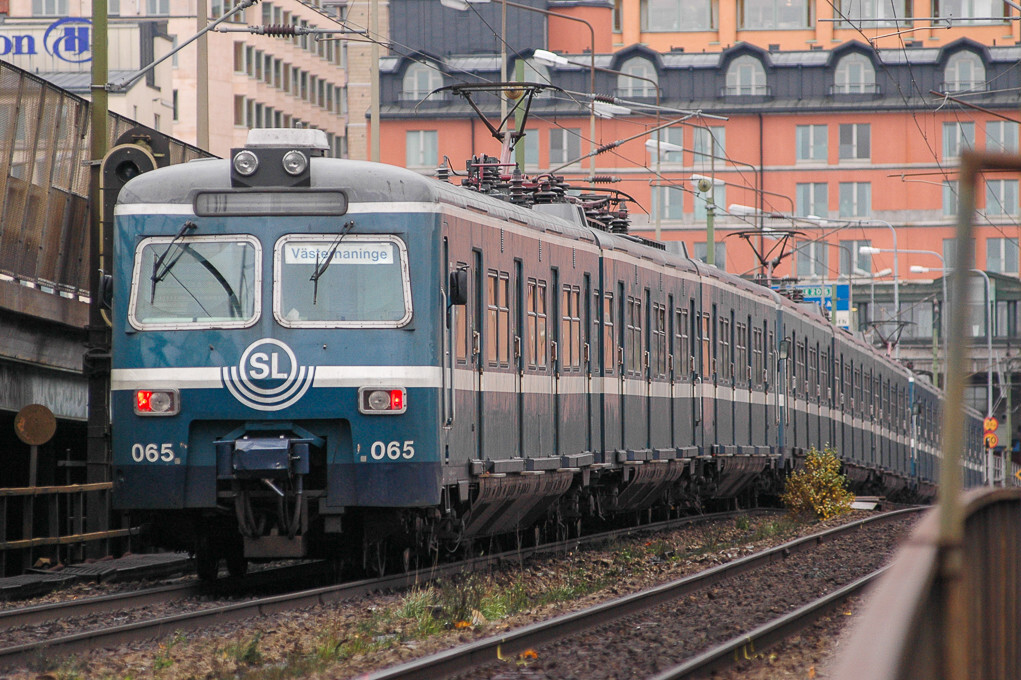
ET 420/X420 i stockholmsutförande.

- ET 420/X420 i stockholmsutförande.Tomvikt: serie 1: 139 ton/tre-enheters (= snitt 46 ton/vagn)
- Tomvikt: serie 2...6: 129 t/tre-enheters
- Tomvikt: serie 7: 135 t/tre-enheters
- Antal sittplatser: 194 pl/tre-enheters
- Sth: 120 km/h
- Kontaktledningsspänning: 15 kV 16 2/3 Hz
- Max startdragkraft: 180 kN (⇒ 549 kN vid tre-enheters)
- Premiärvisning: 30 okt 1969
- Broms: skivbroms & elbroms (reostatisk)
- Axelavstånd: 2 500 mm
- Hjuldiameter- nytt: 85 cm
- Golvhöjd: 103 cm
- Primärfjädring: spiralfjäder
- Sekundärfjädring: luftfjäder
- Antal klasser: 1 & 2
- Stolavstånd: 2 kl: 82 cm & 1 kl: 92 cm